# Собака, остановившая войну
Собака, остановившая войну (фр. La guerre des tuques, досл. «Война вязаных шапок») — франко-канадский фильм-драма (с комическими элементами) квебекского режиссёра Андре Мелансона. Этот фильм стал первым в серии детских фильмов «Сказки для всех» (фр. Contes pour tous), созданных Les Productions la Fête.

## Сюжет
Сюжет построен на длительной войне снежками между детьми из маленького городка в Квебеке, происходящей во время зимних каникул. Дети разделились на две соперничающих группы: одна защищает снежный замок, а другая атакует его. Нападающих возглавляет мальчик, который называет себя «генералом Люком» и имеет репутацию вожака. Защитников меньше, их возглавляет Марк, у которого есть собака по имени Клео. На их стороне также изобретательный мальчик Франсуа.
Франсуа проектирует огромную и хорошо защищенную снежную крепость, а группа Марка её строит. Люк прибывает со своей армией в импровизированных доспехах и с деревянными мечами. Они пытаются взобраться на стены по лестнице, но Люк получает ранение в битве и приказывает отступить. Они перегруппировываются и проводят вторую, более скрытную атаку, но их замечают и снова отбивают снежками, пропитанными чернилами.
В ответ Люк атакует в третий раз. На этот раз его армия надевает мешки для мусора для защиты от чернил. Они преодолевают оборону форта, а Марк и Франсуа сбегают на санях через секретный туннель. Две группы встречаются и договариваются о финальной битве, чтобы определить победителя.
Люк является на финальную осаду с ещё большей армией, завербовав дополнительных воинов (младших детей) с помощью шоколадок. У них также есть новое оружие — рогатки и снежная пушка. Люк отдает приказ об атаке, и несмотря на препятствие в виде баррикад, они в конце концов прорываются через крепостные стены и вступают в рукопашный бой с защитниками. Собака Марка Клео следует за хозяином, и неожиданно одна из крепостных стен рушится прямо на неё, она гибнет. Война заканчивается, поскольку обе стороны хоронят её.
Песню в конце фильма «L’amour a pris son temps» («Пришло время любви») исполняет Натали Симар.

## Критика
Фильм получил премию «Золотая катушка» на 6-й церемонии вручения наград Genie Awards в 1985 году как самый кассовый фильм Канады за предыдущий год.
Анимационный ремейк Snowtime! (La Guerre des tuques 3D) был выпущен в 2015 году. За ним последовал телесериал под названием Snowsnaps и продолжение Racetime в 2018 году.